# Omloop Het Volk 2007
L'Omloop Het Volk 2007, sessantesima edizione della corsa, valido come evento dell'UCI Europe Tour 2007 categoria 1.HC, si svolse il 3 marzo 2007 per un percorso di 210 km. Fu vinto dall'italiano Filippo Pozzato, che terminò la gara in 5h04'38" alla media di 41,361 km/h.
Dei 195 ciclisti alla partenza furono in 85 a portare a termine il percorso.

## Squadre e corridori partecipanti
| N.      | Cod. | Squadra                          |
| ------- | ---- | -------------------------------- |
| 1-8     | FDJ  | Française des Jeux               |
| 11-18   | PRL  | Predictor-Lotto                  |
| 21-28   | QSI  | Quick Step-Innergetic            |
| 31-38   | RAB  | Rabobank                         |
| 41-48   | CSC  | Team CSC                         |
| 51-58   | DSC  | Discovery Channel                |
| 61-68   | AST  | Astana Team                      |
| 71-78   | BTL  | Bouygues Télécom                 |
| 81-88   | COF  | Cofidis, le Crédit par Téléphone |
| 91-98   | C.A  | Crédit Agricole                  |
| 101-108 | TMO  | T-Mobile Team                    |
| 111-118 | MRM  | Team Milram                      |
| 121-128 | LIQ  | Liquigas                         |

| N.      | Cod. | Squadra                        |
| ------- | ---- | ------------------------------ |
| 131-138 | A2R  | AG2R Prévoyance                |
| 141-148 | UNI  | Unibet.com                     |
| 151-158 | WIE  | Team Wiesenhof-Felt            |
| 161-168 | LAN  | Landbouwkrediet-Tönissteiner   |
| 171-178 | JAC  | Chocolade Jacques-Topsport Vl. |
| 181-188 | AGR  | Agritubel                      |
| 191-198 | ASA  | Acqua & Sapone-Caffè Mokambo   |
| 201-208 | SKS  | Skil-Shimano                   |
| 211-218 | DFL  | DFL-Cyclingnews-Litespeed      |
| 221-228 | ELK  | Elk Haus-Simplon               |
| 231-238 | PCO  | Palmans-Collstrop              |
| 241-248 | JAR  | Jartazi-Promo Fashion          |

## Ordine d'arrivo (Top 10)
| Pos. | Corridore           | Squadra     | Tempo    |
| ---- | ------------------- | ----------- | -------- |
| 1    | Filippo Pozzato     | Liquigas    | 5h04'38" |
| 2    | Juan Antonio Flecha | Rabobank    | a 2"     |
| 3    | Tom Boonen          | Quick Step  | s.t.     |
| 4    | Nick Nuyens         | Cofidis     | s.t.     |
| 5    | Stuart O'Grady      | CSC         | s.t.     |
| 6    | Baden Cooke         | Unibet.com  | a 30"    |
| 7    | Gorik Gardeyn       | Unibet.com  | a 39"    |
| 8    | Stefan van Dijk     | Wiesenhof   | s.t.     |
| 9    | Robbie McEwen       | Predictor   | s.t.     |
| 10   | Steven de Jongh     | Quick Step- | s.t.     |